# Brittany Benn
Brittany "Britt" Benn (23 de abril de 1989) é uma ruguebolista de sevens canadense, medalhista olímpica.

## Carreira
Brittany Benn integrou o elenco da Seleção Canadense Feminina de Rugby Sevens medalha de bronze na Rio 2016.